# Związek gmin Schwieberdingen-Hemmingen
Związek gmin Schwieberdingen-Hemmingen – związek gmin (niem. Gemeindeverwaltungsverband) w Niemczech, w kraju związkowym Badenia-Wirtembergia, w rejencji Stuttgart, w regionie Stuttgart, w powiecie Ludwigsburg. Siedziba związku znajduje się w miejscowości Schwieberdingen, przewodniczącym jego jest Gerd Spiegel.
Związek zrzesza dwie gminy wiejskie:
- Hemmingen, 7 354 mieszkańców, 14,87 km²
- Schwieberdingen, 11 362 mieszkańców, 12,34 km²